# Gustave Arthur Poujade
Gustave Arthur Poujade (Paris, 20 juin 1845 - Fontainebleau, 12 septembre 1909) était un entomologiste et illustrateur scientifique français, spécialisé dans les coléoptères et les lépidoptères. Il a été préparateur honoraire au Muséum national d'histoire naturelle à Paris. Le musée détient ses collections. Il a décrit de nouvelles espèces de Lepidoptera dans le Bulletin du Muséum national d'Histoire naturelle de Paris et le Bulletin de la Société entomologique de France. Il était particulièrement intéressé par les papillons et les papillons de nuit du Tibet. Gustave Poujade était membre de la Société entomologique de France.